# Ain Karem

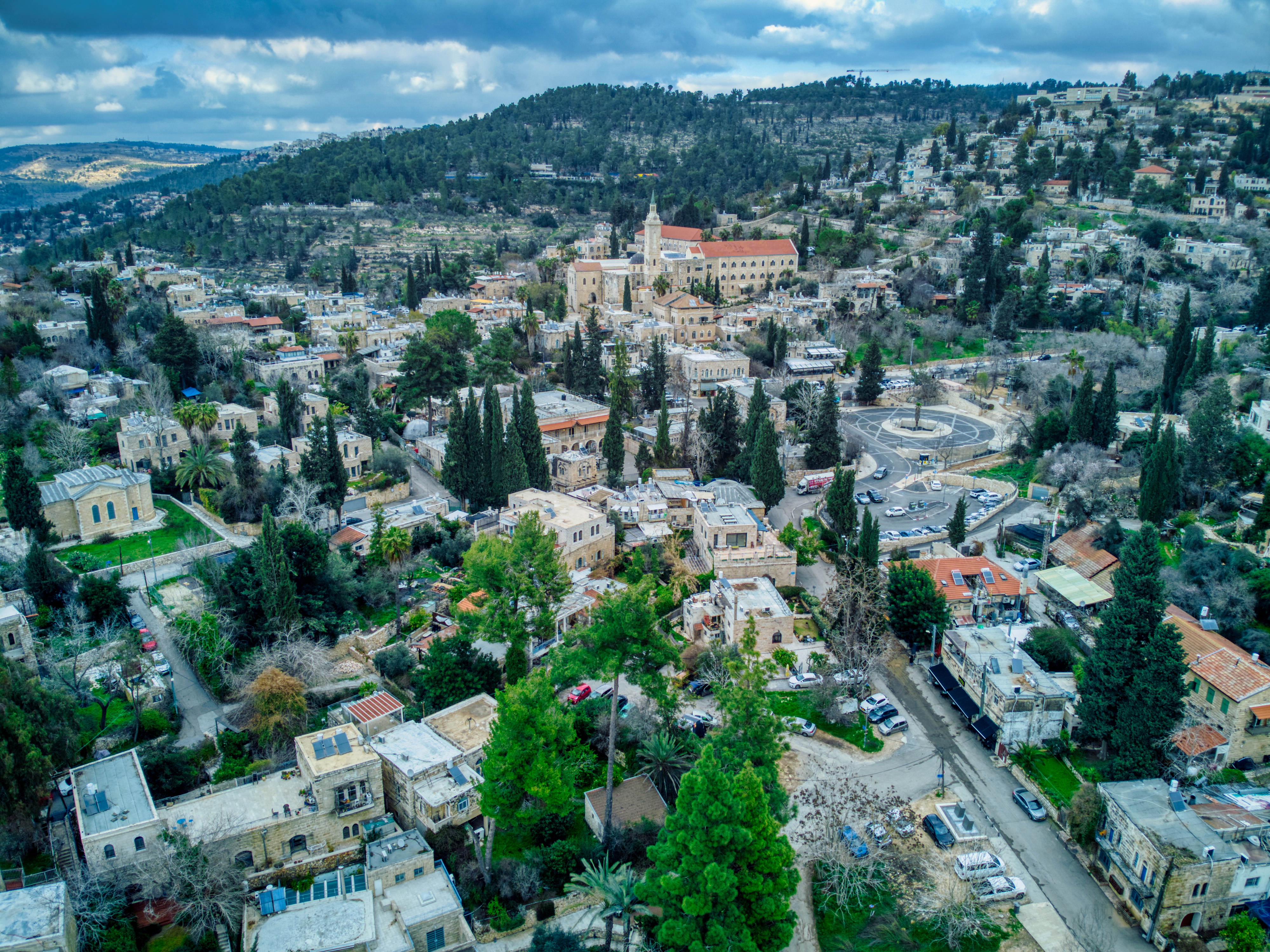
Veduta dall'alto di Ain Karem.

Ain Karem è un quartiere di Gerusalemme situato a circa a 8 km dalla città vecchia. 
La sua nascita risale all'Età del bronzo come dimostrato anche dagli scavi archeologici.
Secondo un'antica tradizione è il luogo dove vivevano Santa Elisabetta e suo marito San Zaccaria, dove Elisabetta incontrò Maria sua parente e in cui nacque san Giovanni Battista. Nel vangelo di Luca il nome del luogo dove avvennero questi fatti (1,39-45) (1,56-67) non viene nominato, mentre si precisa che è una città della regione montuosa della Giudea.

## Storia recente
Nel 1931 la popolazione era di 2 637 abitanti e raggiunse i 3 200 abitanti circa verso il 1945 tenendo conto anche degli abitanti di centri ancora più piccoli presenti nelle vicinanze.
Nel 1947, il piano di suddivisione della Palestina dell'ONU (risoluzione ONU numero 181) situava Ain Karem nella enclave di Gerusalemme posta sotto il controllo internazionale. Subito dopo il massacro che nell'aprile 1948 avvenne nella vicina località di Deir Yassin (2 km a nord) la maggior parte delle donne e dei bambini furono evacuati. 
Il villaggio fu attaccato dalle forze israeliane nel luglio 1948 e gli abitanti che non erano stati evacuati in precedenza abbandonarono il villaggio tra il 10 e l'11 luglio. Le forze arabe irregolari che erano accampate nel villaggio lo lasciarono il 16 luglio dopo che le forze israeliane conquistarono le colline circostanti. In questi giorni la situazione alimentare fu tremenda.
Il giudice della corte suprema degli Stati Uniti William O. Douglas fornì una testimonianza oculare dell'esodo da Ain Karem:

Ein Karem, villaggio arabo da centinaia di anni, fu il luogo in cui nacque Giovanni il Battista. Nella recente guerra non era stato mai attaccato dall'esercito israeliano. Non era nella strada per Gerusalemme e non aveva all'apparenza nessuna importanza militare. Nonostante questo fu evacuato dagli arabi. Tutti gli uomini, le donne e i bambini lasciarono il villaggio ad eccezione di otto anziane donne. I rifugiati poterono portare con sé soltanto pochi oggetti personali e il cibo che avevano nelle loro dispense caricandolo sul dorso degli asini. Lasciarono le case dei loro avi e si diressero verso est. Fecero questo sebbene non fosse stato sparato un solo colpo, sebbene il loro villaggio non fosse stato accerchiato o minacciato. Alcuni passarono per Gerusalemme e si diressero verso Gerico oltre il confine che separa la Giudea, la maggior parte si stabilì a Gerusalemme o cercò di attraversare le montagne della Giudea per raggiungere il fiume Giordano e arrivare all'altipiano di Moab.

Israele successivamente incorporò il villaggio ponendolo sotto la giurisdizione di Gerusalemme.
Ain Karem è stata una delle poche località arabe che è riuscita a superare la guerra con la maggior parte degli edifici intatti. Molti ebrei provenienti dallo Yemen occuparono le case abbandonate e nel corso degli anni l'atmosfera di campagna del luogo ha attratto molti artigiani.
Nel 1961 l'organizzazione Hadassah fondò il suo centro medico in una collina vicina includendo l'ospedale e l'università ebraica di Gerusalemme con le facoltà di medicina, farmacia, odontoiatria e infermieristica.
Nella piccola sinagoga del piazzale centrale del centro medico ci sono le famose 12 vetrate di Chagall, che rappresentano le 12 tribù bibliche.

## Chiesa di San Giovanni Battista

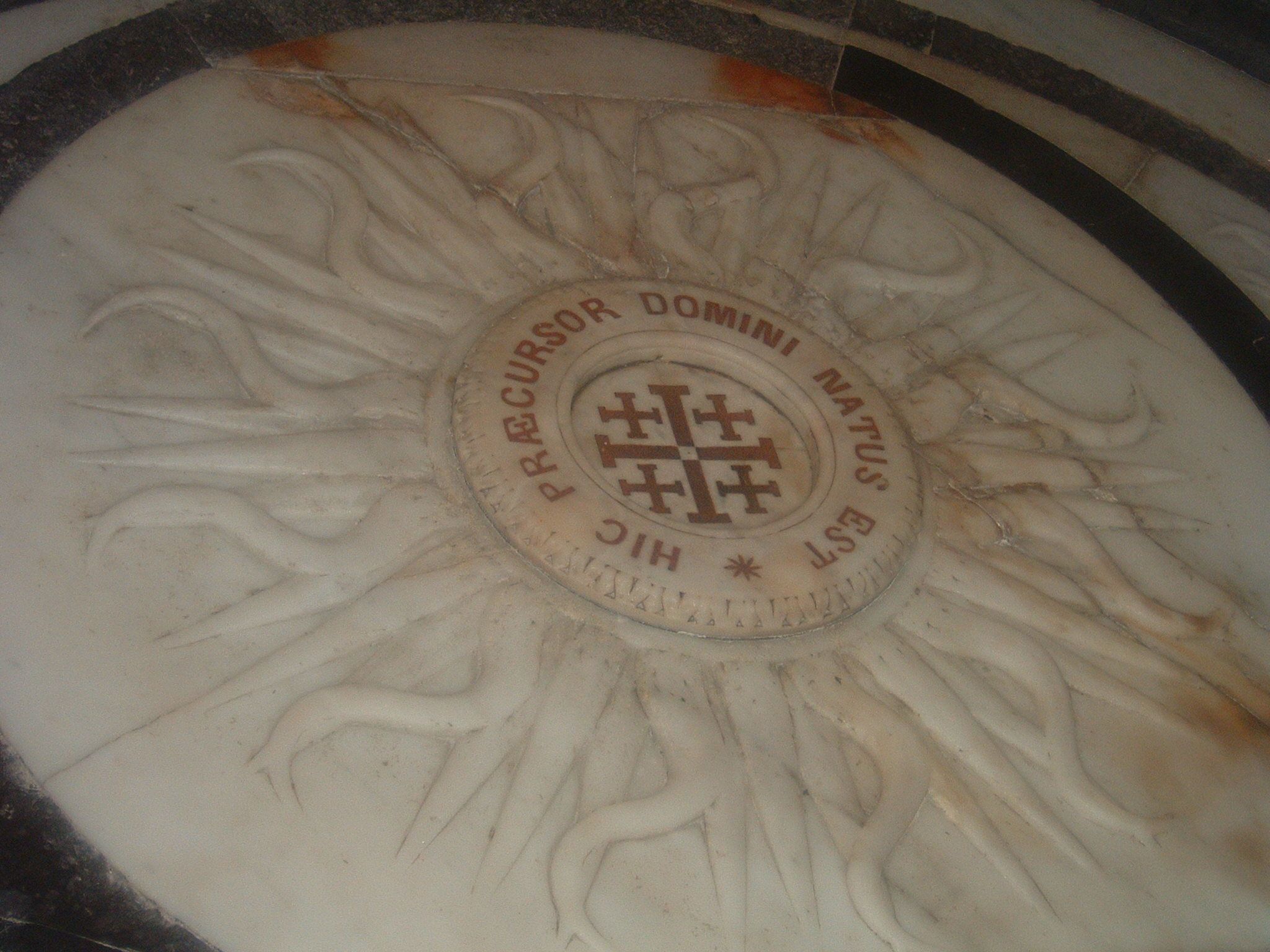
Luogo dove secondo la tradizione nacque San Giovanni Battista, chiesa di san Giovanni Battista

Ad Ain Karem ci sono 2 chiese con questo nome, una chiesa cattolica costruita alla fine del XIX secolo sui resti di precedenti chiese bizantine e crociate. All'interno sono conservati un antico mosaico e una grotta all'interno della quale secondo la trazione nacque Giovanni Battista.
Dal 1674 la chiesa è tenuta dai francescani. Tra il 1941 e il 1942 condussero una campagna di scavi nell'area vicino alla chiesa e l'adiacente monastero.
Furono trovate numerose tombe e camere scavate nella roccia, inoltre furono trovate numerose presse per pigiare il vino ornate da mosaici e cappelle piastrellate da mosaici.
Nella grotta meridionale furono trovate ceramiche trovate anche a Gerusalemme e risalenti al I secolo, a dimostrazione che al tempo di Gesù la zona era perlomeno abitata.
L'altra chiesa è ortodossa e fu costruita nel 1894 anch'essa sui resti di un'antica chiesa.

## Chiesa della Visitazione

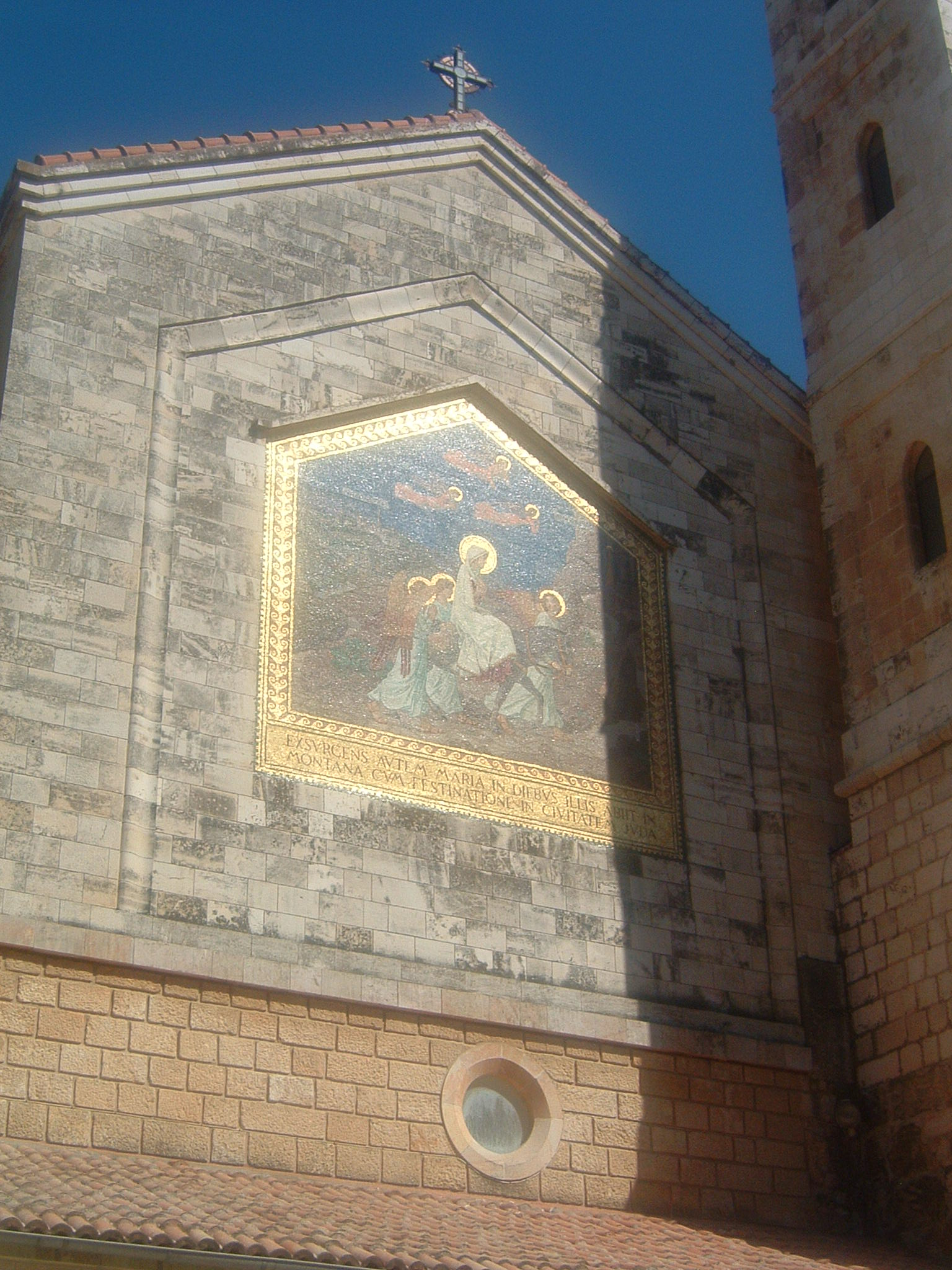
Facciata della chiesa della Visitazione, sorta nel luogo dove secondo la tradizione abitava Santa Elisabetta.

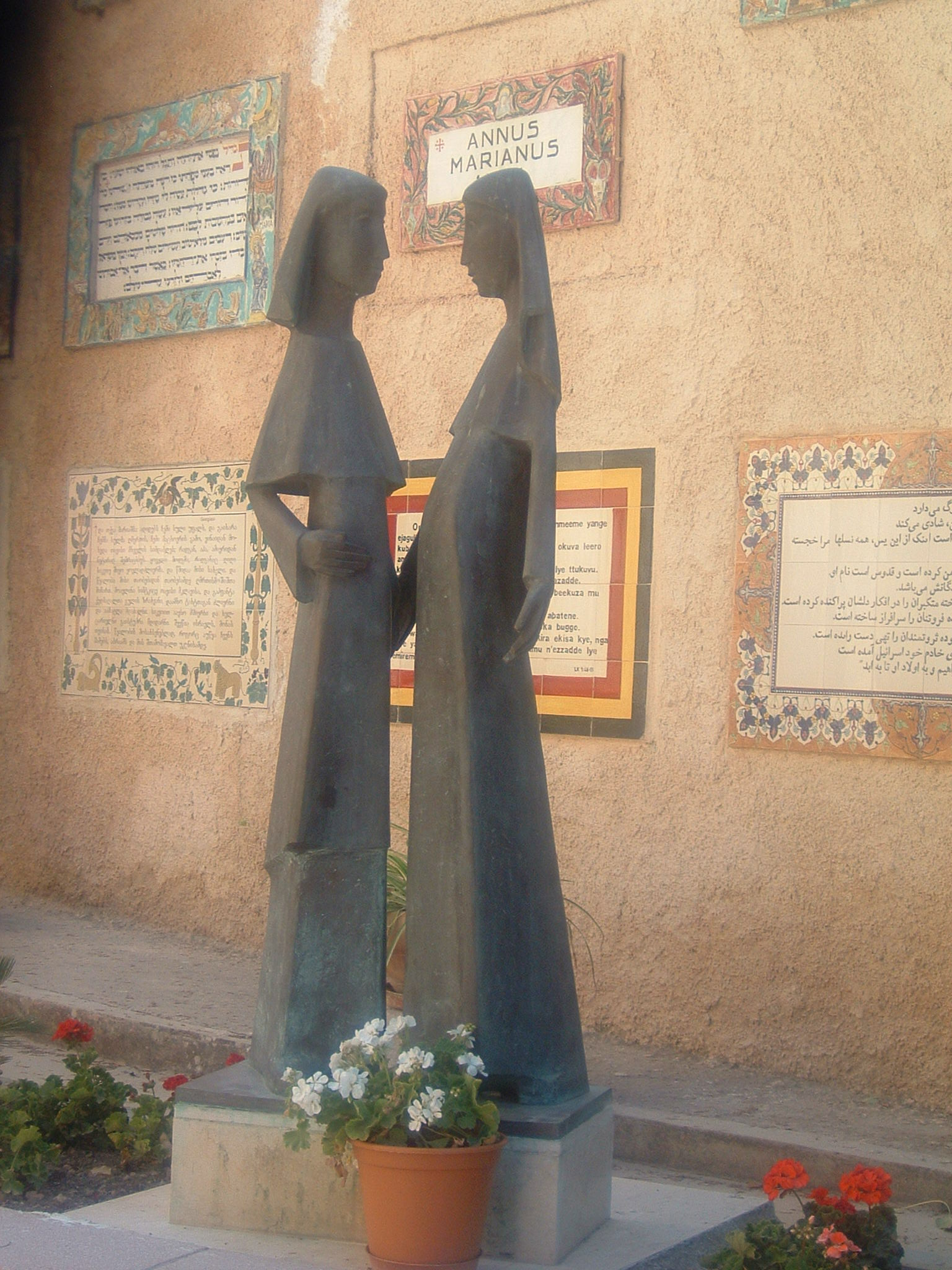
Statua che rappresenta l'incontro delle cugine Elisabetta e Maria, chiesa della Visitazione.

Su una collina dalla parte opposta del villaggio rispetto alla chiesa di san Giovanni Battista si trova la chiesa della visitazione. All'interno della chiesa si trova la pietra del nascondimento, pietra dietro la quale Giovanni Battista fu nascosto per sfuggire alla strage degli innocenti (questa tradizione è certamente apocrifa: Ain Karem non si trova nei dintorni di Betlemme e quindi non fu interessata dalla strage). Il luogo è quello in cui secondo la tradizione abitava la famiglia di Zaccaria e in cui abitò Maria nel tempo in cui andò a trovare sua cugina Elisabetta.
La chiesa fu costruita, anch'essa sui resti di chiese più antiche, nel 1955 dall'architetto italiano Antonio Barluzzi.

## Monastero delle sorelle di Nostra Signora di Sion
Il monastero in cui abitano le Religiose di Nostra Signora di Sion fu fondato da due fratelli francesi, ebrei convertiti al cristianesimo, Marie Alphonse e Théodore Marie Ratisbonne. Nel monastero realizzarono anche un orfanotrofio e lo stesso Alphonse è sepolto nel giardino del convento.

## Monastero Moscovia
Questo monastero fu costruito alla fine del XIX secolo dalla chiesa ortodossa, fu soprannominato in questo modo (Mosca in arabo si dice Moskovia) dagli abitanti arabi del luogo perché le cupole somigliano alle chiese russe.

## San Vincenzo
L'istituto di San Vincenzo-Ain Karem è una casa di accoglienza per ragazzi con handicap fisici o psichici. Fu fondato nel 1954 come ente no-profit dalle Figlie della carità di San Vincenzo de' Paoli che ancora lo gestiscono.

## Sorgente di Maria
All'inizio della salita che porta alla Chiesa della Visitazione si trova una sorgente di acqua: secondo la tradizione è il luogo in cui si incontrarono Maria ed Elisabetta. Le acque della sorgente sono state considerate sante dai pellegrini cristiani che hanno visitato questi luoghi nel corso dei secoli. Oggi queste acque sono inquinate dagli scarti dell'ospedale di Hadassah.
Uno scavo della Israel Antiquities Authority, diretto dall'archeologo israeliano Benyamin Storchan, ha portato alla luce nel 2018 il più completo bagno rituale (Mikhvè) , risalente al 30 d.C. e con elementi del tardo periodo del Secondo Tempio. Il sistema di alimentazione dell'acqua era formato da tre vasche di raccolta dell'acqua poste sul tetto e convogliata nella camera sotterranea, conforme al kashrut che vieta l'intervento diretto dell'uomo o che l'acqua possa filtrare nel terreno

La mikhvè è una vasca di immersione utilizzata dagli ebrei prima di entrare nel luogo sacro, prima di ogni momenti di preghiera e prima di essere ospitati nell'abitazione altrui.
Secondo la narrazione evangelica della Visitazione della B. V. Maria, la madre di Dio si recò dalla madre del Battista, dove pregò il Magnificat e rimase ospite per tre mesi. Il fatto che Zaccaria, sposo di Elisabetta, fosse sommo sacerdote della classe di Abìa, non esclude la presenza di qualche elemento sacro nella medesima dimora, tale da richiedere una purificazione preventiva.

Il Mikveh rinvenuto è stato identificato col luogo nel quale si immerse Maria prima di recarsi da Elisabetta. Al tempo di Adriano, delle tre guerre giudaiche (70, 117, 135 d.C.) e poi in virtù dei poteri della Lex de imperio Vespasiani, furono proibiti molti degli usi, costumi e tradizioni del giudaismo: «la mikhvè servì da cava e i suoi canali furono riempiti di terra».